# Air Gabon
A Air Gabon foi a companhia aérea estatal nacional do Gabão, operando a partir do Aeroporto Internacional de Libreville para uma variedade de destinos na África Ocidental e Austral, bem como na Europa, América do Sul e Oriente Médio. Fundada em 1951, a companhia aérea faliu em 2006.

## História

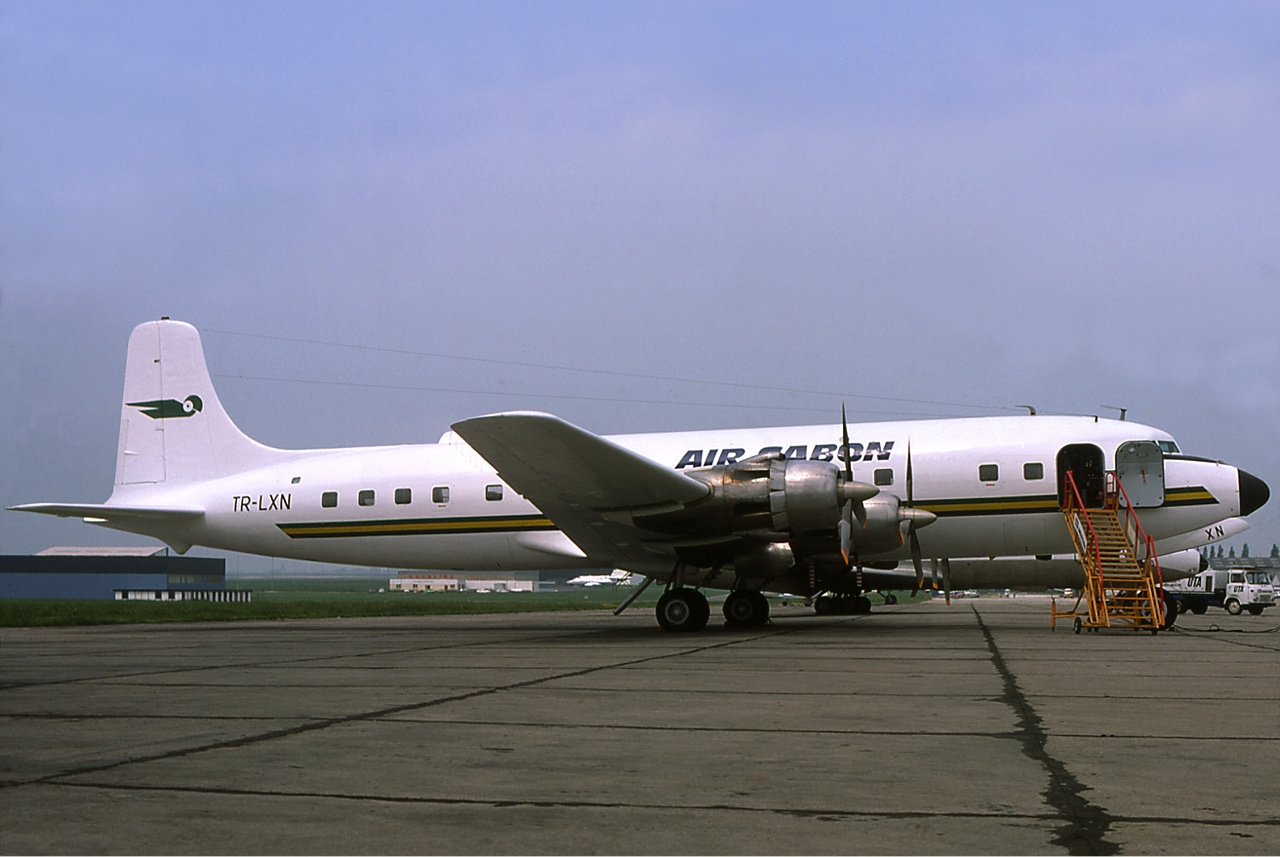
Um Douglas DC-6 da Air Gabon no Aeroporto de Paris-Le Bourget em 1977

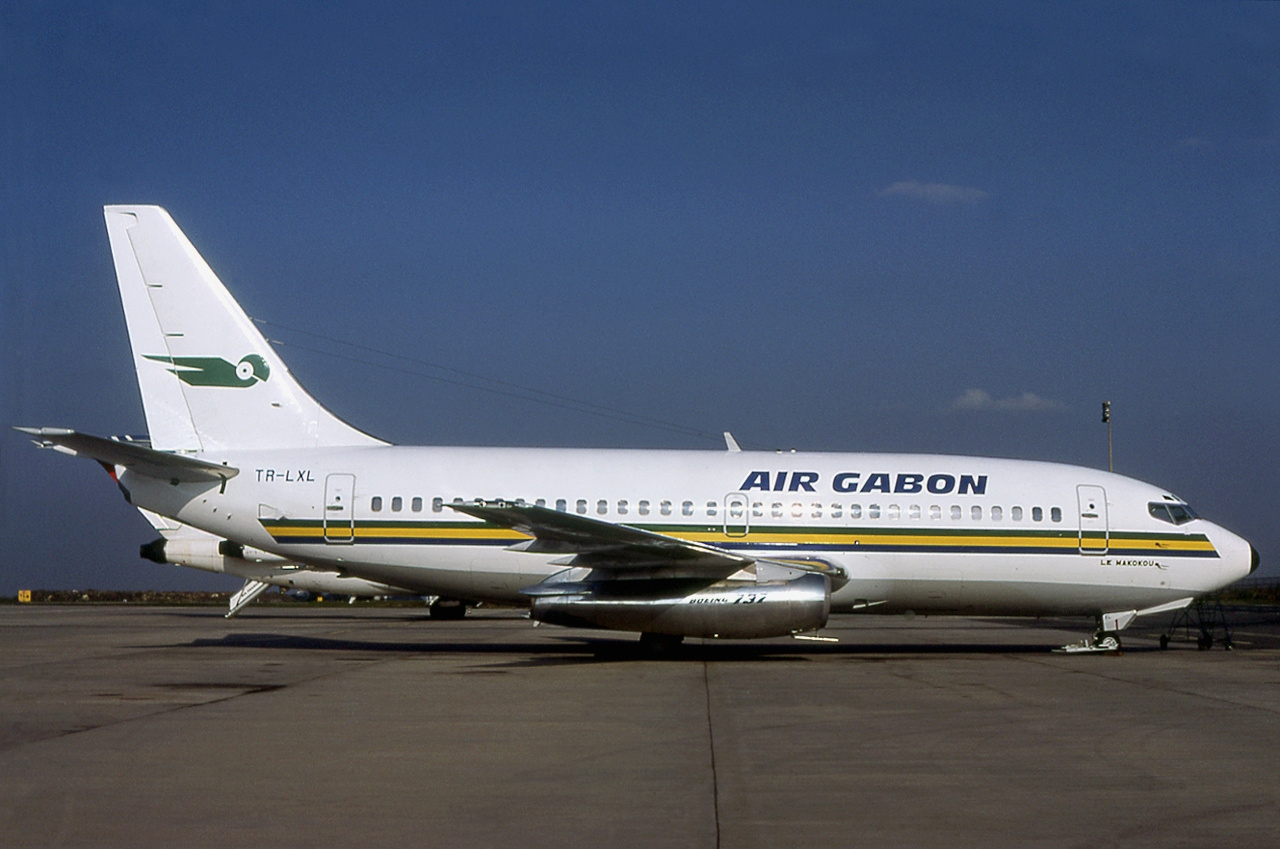
Um Boeing 737-200 da Air Gabon no Aeroporto Charles de Gaulle em 1978

A Air Gabon foi fundada em 1951 como Compagnie Aerienne Gabonaise, operando voos regionais saindo de Libreville usando aeronaves Beechcraft e De Havilland. Tornou-se a transportadora de bandeira nacional em 1968, rebatizada então Societé Nationale Air Gabon.
A Compagnie Nationale Air Gabon foi criada em maio de 1977, após a retirada do Gabão do consórcio Air Afrique em dezembro de 1976. A nova companhia aérea foi formada a partir do núcleo da Société Nationale Transgabon com o mandato de operar serviços internacionais de longa distância de Libreville. Na época da fundação da companhia aérea, a frota era composta por três Fokker F-28s, dois Douglas DC-6s, um Douglas DC-4, um de Havilland Canada DHC-5 Buffalo e um Sud Aviation Caravelle. A propriedade da companhia aérea era compartilhada entre o governo do Gabão (70%) e a Sofepag (30%), empresa associada à Air France.
Em abril de 1977, a companhia aérea fez um pedido de um Boeing 747-200 e Boeing 737 a um custo de aproximadamente US $ 55 milhões. Em 1978, o presidente do Gabão, Omar Bongo, deu à companhia aérea seu transporte pessoal, um Fokker F-28, para uso em serviços. Em 5 de outubro, o Boeing 747 da companhia aérea, denominado Presidente Léon M'ba, chegou como parte do contrato de arrendamento com tripulação assinado no ano anterior. Em 26 de fevereiro de 1979, um dos Douglas DC-6s da companhia aérea colidiu com um pântano de 11 km (6.8 mi) de Moanda, matando os três ocupantes da aeronave.
Os DC-6s e DC-4 foram substituídos em 1979 por dois turboélices Vickers Vanguard, e a network de rotas internacionais da companhia aérea foi expandida para Marselha, Nice, Paris e Roma. Regionalmente, a Air Gabon operava em dez países africanos e atendia a 26 destinos em sua network doméstica. A companhia aérea alugou e fretou várias aeronaves monomotor no início de 1980 para operar serviços para destinos domésticos que viram serviço esporádico, e em 1982 um CASA C-212 Aviocar operou com a companhia aérea por um curto período de tempo. A companhia aérea encomendou um Lockheed L-100-30 Hercules em 1984, após ter recebido um empréstimo do Export-Import Bank, que quando entregue no final de 1985 substituiu o Vickers Vanguards.
Em 1986, a companhia aérea passou por esforços de recapitalização, que viram a participação do governo aumentar para oitenta por cento, com a participação da Sofepag francesa diminuindo para vinte por cento. Em 1989, a companhia aérea adquiriu um Fokker 100 e em 1993 dois ATR 72 foram encomendados para substituir o Fokker F28. A companhia aérea iniciou seus serviços para Joanesburgo, na África do Sul, no final de 1993. Em 1996, a companhia aérea havia iniciado serviços diretos para Londres com o Boeing 747 Combi, e sua network internacional via serviços sendo operados de Libreville para Abidjan, Bamako, Bangui, Cotonou, Dakar, Douala, Genebra, Kinshasa, Joanesburgo, Lagos, Lomé, Malabo, Marselha, Nice, Paris, Medellin, Pointe-Noire e Roma.
O primeiro voo da companhia aérea remodelada foi de Libreville para Lomé e Abidjan. Seguiu-se o lançamento dos serviços europeus de Libreville, com a inauguração de um voo regular para Paris. Até então, a frota consistia em dois Fokker F28s, um Boeing 737-200 e um Boeing 747-200. A Air Gabon restaurou Paris aos voos de Libreville em dezembro de 2004 com seu Boeing 767-200, um tipo de aeronave que havia sido lançado em 1998. Em março de 2006, a Air Gabon foi fechada devido à falência. Inicialmente, o lançamento de uma nova transportadora nacional do Gabão como uma joint-venture com a Royal Air Maroc sob o nome de Air Gabon International foi planejado, mas nunca se materializou.

## Frota

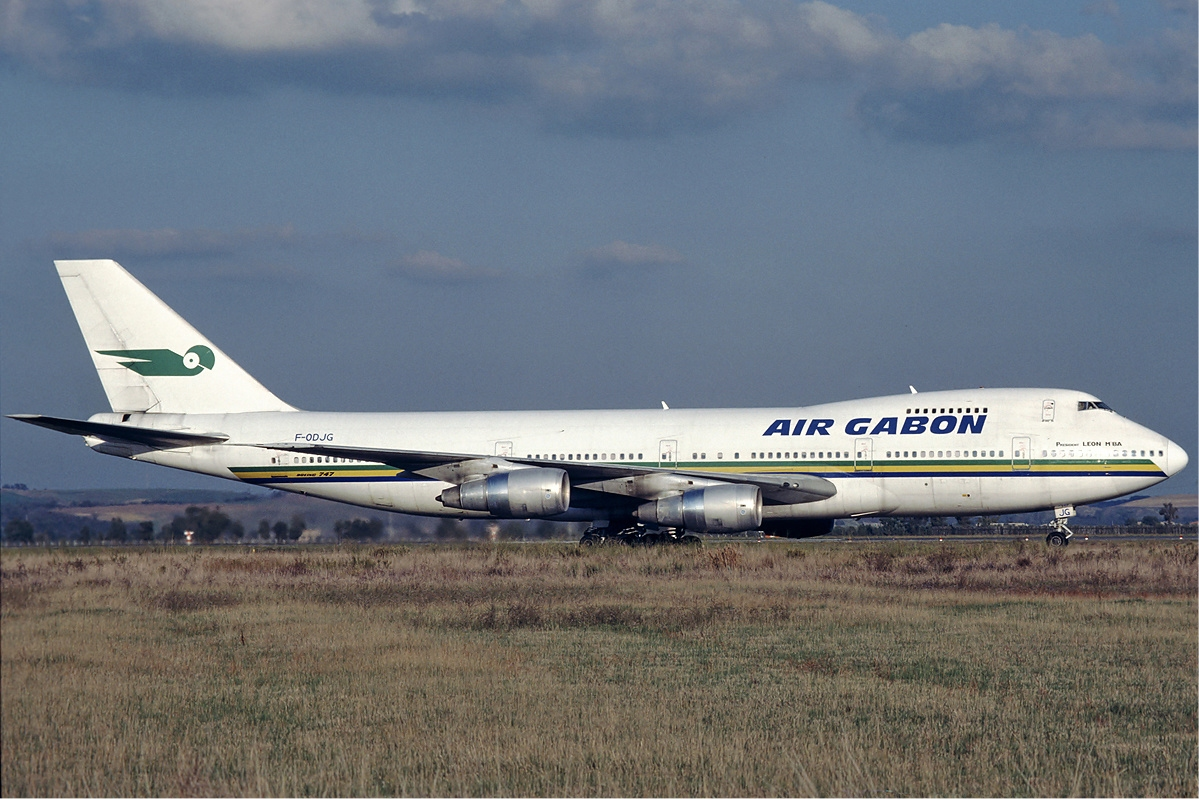
Um Boeing 747-200 da Air Gabon no Aeroporto Internacional de Roma em 1988

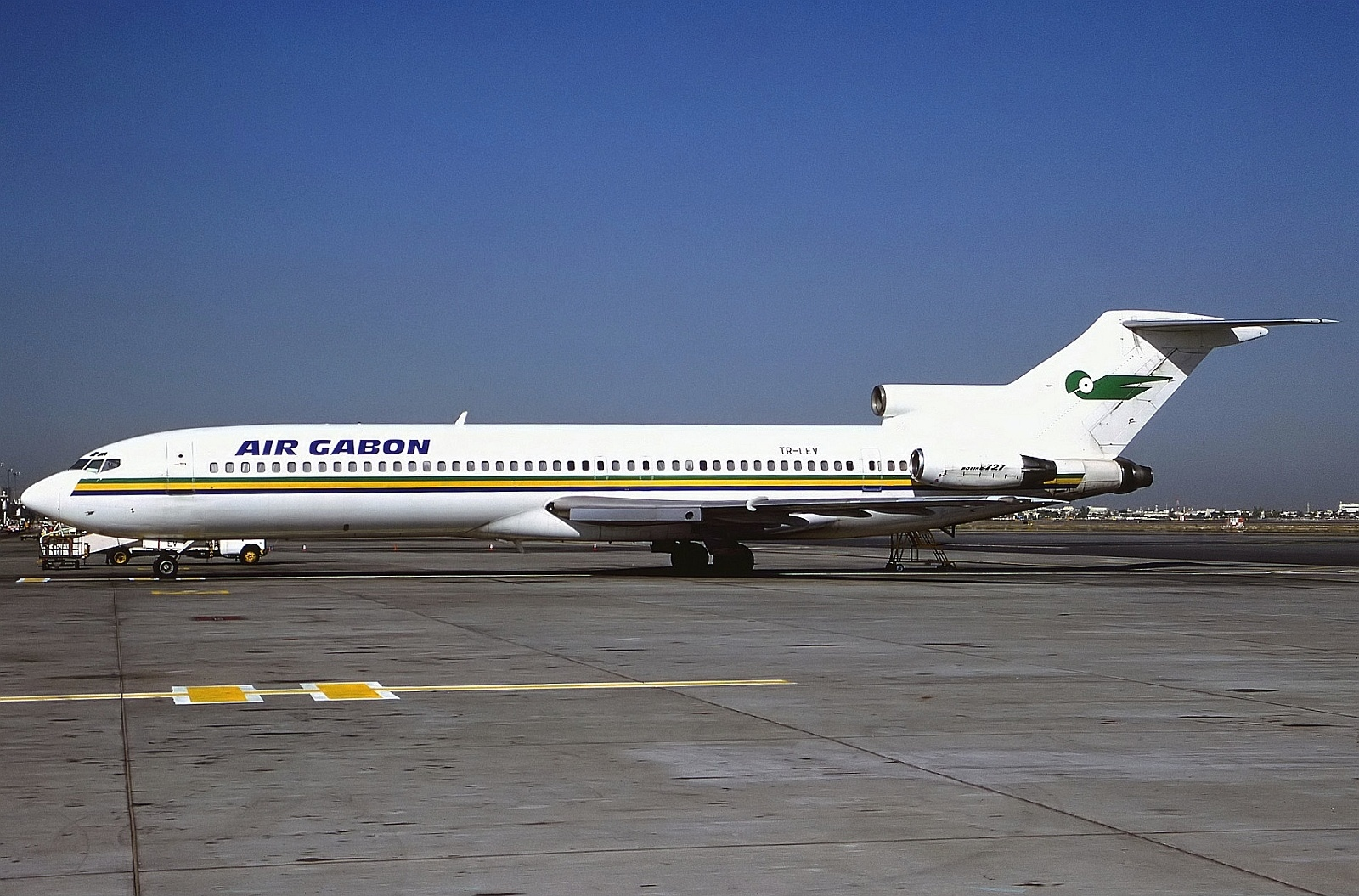
Um Boeing 727 da Air Gabon no Aeroporto Internacional de Dubai em 1999

A frota da Air Gabon consistia nas seguintes aeronaves:
| Aeronaves       | Total | Notas |
| --------------- | ----- | ----- |
| Boeing 737-200  | 3     |       |
| Boeing 737-300  | 1     |       |
| Boeing 737-400  | 1     |       |
| Boeing 727-200  | 1     |       |
| ATR-72          | 2     |       |
| ATR-42          | 2     |       |
| Boeing 747-200  | 2     |       |
| Boeing 757-200  | 1     |       |
| Boeing 767-200  | 2     |       |
| Boeing 767-300  | 2     |       |
| Fokker 100      | 1     |       |
| Douglas DC-8-30 | 1     |       |
| Total           | 19    |       |